# اتحاد المنظمات الإسلامية في فرنسا
اتحاد المنظمات الإسلامية في فرنسا (بالفرنسية: Union des organisations islamiques de France أو اختصار UOIF)‏ هو اتحاد إسلامي فرنسي. تأسس في يونيو 1983، ويشرف كل سنة على الملتقى السنوي لمسلمي فرنسا وهو الأكبر من نوعه في أوروبا والذي ينظم في باريس.

الاتحاد عضو في اتحاد المنظمات الإسلامية في أوروبا. وهو كذلك عضو في المجلس الفرنسي للديانة الإسلامية منذ انتخابات 2003، وله فيه منصب نائب الرئيس، وكذلك 11 من 25 لرئاسات المجالس الجهوية للديانة الإسلامية.
{بَرَاءَةٌ  مِنَ  اللهِ  وَرَسُولِهِ  إِلَى  الَّذِينَ  عَاهَدْتُمْ  مِنَ الْمُشْرِكِينَ} 

## الأصل والتنظيم
تم تأسيس الاتحاد في إقليم مورت وموزيل في يونيو 1983، من قبل تجمع أربع جمعيات لشمال وشرق فرنسا.

أحمد جاب الله خلف فؤاد علاوي الذي استقال في 4 يونيو 2011 وهو في نفس يوم انتخابات المجلس الفرنسي للديانة الإسلامية. فؤاد علاوي كان قد خلف هو نفسه الحاج ثامي بريز أثنا الجمعية العامة للمنظمة في 2009.

تتكون المنظمة من أكثر من 250 جمعية إسلامية على كامل أراضي فرنسا وتنتمي إليها مباشرة. تشرف كذلك على عدة مساجد في المدن الكبرى في البلاد. رسميا لا تتلقى المنظمة أي مساعدة مالية من أي دولة. أكثر من 80% من تمويلها يأتي من تبرعات أعضائها، وحوالي 12% من التمويل يأتي من أشخاص أجانب من خارج فرنسا.

## التوجهات والأهداف
اعتمد UOIF من البداية على قراءة للإسلام الذي يركز على أغراض المبادئ الدينية، وهي البحث عن الانسجام والاستخدام المنتظم للنقائص، وقبول الاختلاف، والتسامح والاعتراف بالآخر، بغض النظر عن المعتقدات.

قراءة الإسلام بالنسبة تقوم على القواعد التالية:
- فهم على أساس الإسلام: وUOIF يتوسل للتفاهم الذي يقوم على النصوص دون إهمال السياق، وذلك لنشر قراءات وتفسيرات كافية لواقع المسلمين في فرنسا. هذا الموقف المرجعي يحرر العادات والتقاليد الإسلامية، وهو ما يتماشى مع واقع المسلمين في فرنسا.
- ممارسة مستنيرة: الممارسة الدينية تعتمد على الذكاء في قراءة النصوص المرجعية. ولذلك، فهم جيد للمراجع يجب أن يراعي المتطلبات الدينية، وتحديد الأولويات والنظر في السياق الذي تعيش فيه الجالية المسلمة في فرنسا.
- الاعتراف واحترام التنوع: التنوع هو متأصل في الطبيعة البشرية. تعتبر UOIF أن الحوار هو أفضل وسيلة لتحقيق الاعتراف المتبادل بين أفراد المجتمع. وUOIF تعارض الخطب التي تدعو إلى الكراهية وكراهية الأجانب والخوف من الإسلام.

### الأهداف
- التسهيل للمسلمين في ممارسة شعائرهم الدينية من خلال المساعدة في اقتناء وبناء المساجد ووضعها تحت تصرف جمعيات إسلامية، من خلال تقديم قروض لهم أو تأجيرها أو كفالتها وتوفير المباني اللازمة لأنشطتهم.
- تقديم ونشر الإسلام وقيمه من الانفتاح والتسامح والأخلاق والآداب بالتساوي بين فهم متوازن وممارسة أصيلة ووسطية.
- توفير وتعزيز التدريب والتعليم الديني، دينيا وروحيا.
- العمل من أجل تفعيل مشاركة المواطنين المسلمين في الحياة العامة والسياسية في فرنسا.
- الدفاع عن حقوق الإنسان والحرية الدينية وحرية الضمير.
- مكافحة جميع أشكال التمييز والعنصرية وكراهية الإسلام والتحريض على الكراهية العنصرية.
- تعزيز الحوار مع مختلف الأسر الدينية في فرنسا، ومؤسسات المجتمع المدني، لتعزيز التماسك الاجتماعي.
- إقامة علاقات الصداقة والتعاون مع المؤسسات الدينية والاجتماعية الفرنسية والأوروبية والأجنبية.
- إنشاء وتنظيم وتعميق العلاقات بين الجمعيات الإسلامية في فرنسا ومساعدتهم على تطوير مهاراتهم والتعاون مع بعضهم البعض.

## فريق الإدارة
فريق الإدارة يتكون من 19 عضو، وهم:
| - عمار لصفر: رئيس اتحاد المنظمات الإسلامية في فرنسا. - بوبكر الحاج عمر: نائب الرئيس المكلف بالإصلاحات والعلاقات العامة. - مخلوف ماميش: نائب الرئيس المكلف بالتعليم الخاص. - أوكاشا بن أحمد داهو: الأمين العام. - براهام سيمار: أمين المال. - الحاج ثامي بريز: عضو المكتب التنفيذي مكلف بالتعليم والتكوين. - عز الدين قاسي: عضو المكتب التنفيذي مكلف بالحوار بين الأديان. - مريم بركان: عضو المكتب التنفيذي مكلفة بالاتصال. - منصف الزناتي: عضو المكتب التنفيذي مكلف بتدريس وتقديم الإسلام. - قطبي عبد الكبير: عضو المكتب التنفيذي مكلف بالفروع الجهوية والمحلية. | - هالة خمسي: عضو المكتب التنفيذي مكلف بالعائلة. - نصير كهول: نائب الأمين العام مكلف بالأحداث والفعاليات. - محمود عواد: مندوب جهوي - إيل دو فرانس. - محمد الطيب الصغروني: مندوب جهوي - الشمال. - صالح عربال: مندوب جهوي - الشرق. - بشار الصيادي: مندوب جهوي - الغرب. - سحنون كراد: مندوب جهوي - الجنوب. - كريم منحوج: مندوب جهوي - الجنوب الشرق. - حسان الزاوي: مندوب جهوي - الجنوب الغربي. |

### جمعيات الاتحاد الخاصة
أنشأ الاتحاد عدة جمعيات خاصة تؤطر الوضع ومخلتف مكونات الجالية المسلمة في فرنسا، وهي:
| - شباب فرنسا المسلم - طلاب فرنسا المسلم - الجامعة الفرنسية للنساء المسلمات - المعهد الأوروبي للعلوم الإنسانية | - الجمعية الطبية ابن سينا فرنسا - خدمات الحلال الأوروبية - اللجنة الخيرية لمناصرة فلسطين |

## النشاطات
منذ 1984، ينظم الاتحاد كل سنة الملتقى السنوي لمسلمي فرنسا وذلك في مطار باريس لو بورجيه في ضواحي باريس، وهو أكبر تجمع للمسلمين في أوروبا، ويستضيف العشرات من المحاضرين والشيوخ من العالم أجمع. هو ذو طابع ثقافي وتجاري وديني. يستضيف كل سنة حوالي 000 200 زائر.
 وكذلك يتم تنظيم لقاءات سنوية جهوية في داخل فرنسا، أقل كبرا وأهمية بكثير من اللقاء السنوي.

## الانتقادات
الاتحاد يقال عنه عادة أنه قريب من الإخوان المسلمين، بينما لا يتبنى هو ذلك رسميا. 

تم تصنيف الاتحاد كمنظمة إرهابية من قبل الإمارات العربية المتحدة في نوفمبر 2014 وذلك إلى جانب 81 جمعية ومنظمة أخرى، أغلبهم يعملون قانونيا في عدة دول أوروبية.

## مقالات ذات صلة
- المجلس الفرنسي للديانة الإسلامية
- اتحاد المنظمات الإسلامية في أوروبا
- الملتقى السنوي لمسلمي فرنسا

## روابط خارجية
- الموقع الرسمي للاتحاد.